# Hunddjur
Hunddjuren (Canidae) är en familj rovdjur som sägs härstamma från miaciderna, vilka levde för 50 miljoner år sedan. Ur dem utvecklades under oligocen det första hundliknande djuret Cynodictis.

## Kännetecken
Hunddjur har fyra fullständiga tår vid de bakre extremiteterna och fyra (Lycaon) respektive fem (Canis, Cyon, Icticyon, Otocyon) tår vid de främre extremiteterna.
Arterna har ett långsträckt ansiktsskelett med stor näshåla. Vuxna djur i familjen Canidae har 42 tänder. Deras tandformel är I 3 C 1 P 4 M 2/3, de har alltså tre framtänder, en hörntand, fyra premolarer (främre kindtänder) och två till tre molarer (bakre kindtänder) i varje käkhalva. Enda undantaget är öronhunden som har ytterligare en molar på varje sida av över- och underkäken.
Vid ungdjurens (valparnas) mjölktänder saknas alla molarer. Deras tandformel är I 3 C 3 P 3. Vuxna djur har på varje sida två molarer i övre käken och tre i undre käken.

## Utbredning
Hunddjur finns idag nästan över hela jorden. De saknades ursprungligen i Antarktis, Australien, Nya Zeeland, Nya Guinea och Madagaskar men infördes där av människan.
En längre tid fanns flera slädhundar i Antarktis men de sista av dessa flyttades 1994 från kontinenten.

## Levnadssätt
Allmänna grundsatser angående hunddjurens levnadssätt är svårt att bestämma på grund av att familjens släkten och arter har olikartade beteenden. Enligt definition är de rovdjur som jagar och dödar sitt byte som består av andra djur, men redan mellan vargen och tamhunden finns skillnader angående detta uppförande.
Med vissa undantag jagar mindre arter som fjällräv och ökenkatträv ensam medan större hunddjur som varg, afrikansk vildhund och asiatisk vildhund jagar i flock. Hos arter som bildar flockar etableras en hierarki med ett dominant par som föder ungarna.
Unga vargar och rävar handlar redan efter den fjärde eller femte levnadsveckan olika. Den tyska zoologen Erik Zimen beskriver att unga rävar gömmer den största delen av födan under jorden innan de börjar äta. Unga vargar äter först så mycket de orkar och gömmer bara den del som blir kvar.

## Sjukdomar
Hunddjuren är särskilt känsliga för rabiesvirus, och sprider dessa också vidare till andra däggdjur inom utbredningsområdet. Parvovirus är en annan sjukdom som ofta drabbar hunddjur, den ligger bland annat till grund för den afrikanska vildhundens snabba minskning under senare år.